# Kältemaschine

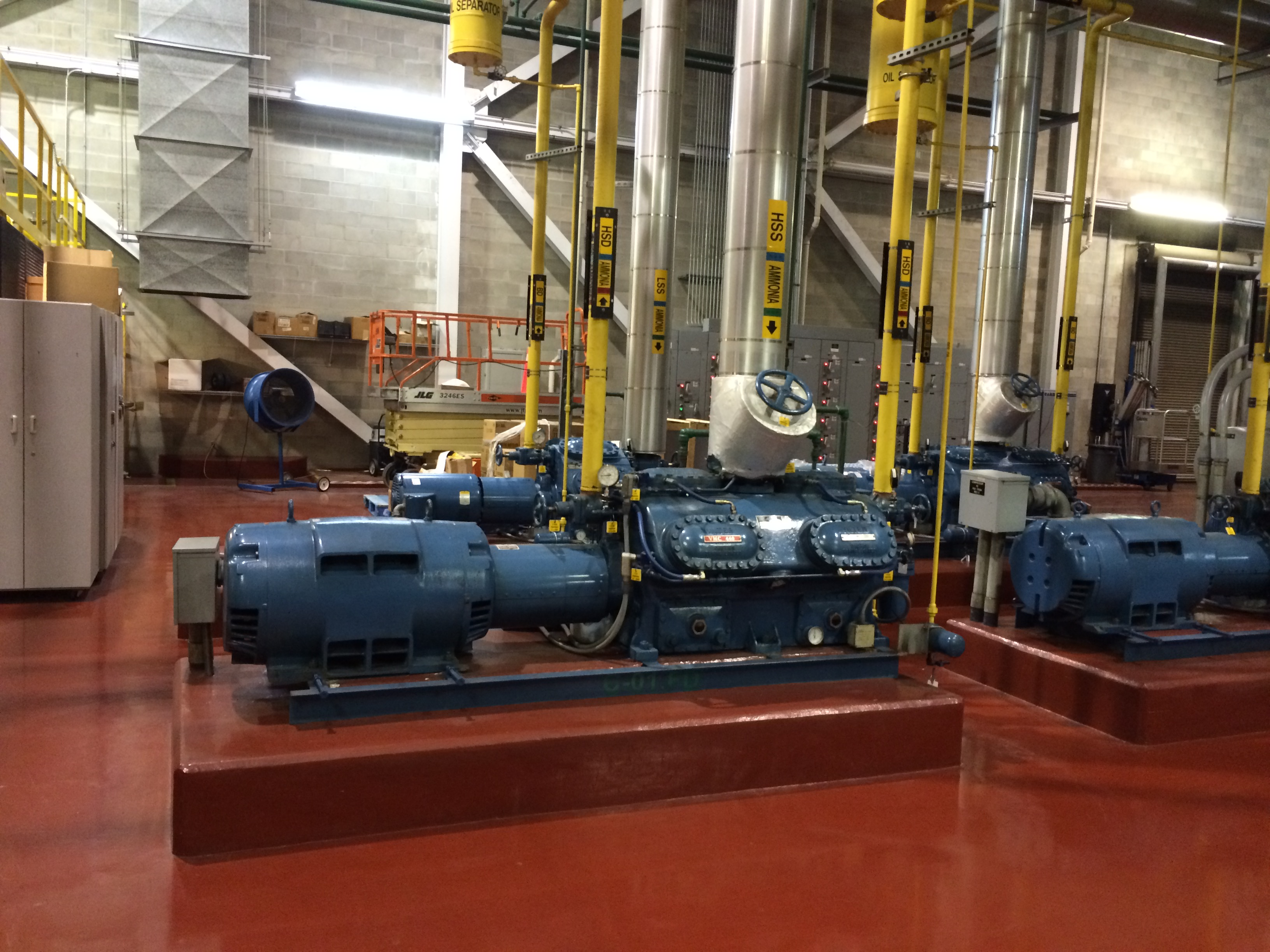
Offener Kolbenverdichter in einer zentralen Kälteanlage

Die Kältemaschine oder englisch Chiller dient der Kühlung von Räumen oder Gütern. Zumeist wird ein thermodynamischer Kreisprozess angewandt. Die abzuführende Wärme wird von einem Arbeitsmedium aufgenommen, das von einer Kraftwärmemaschine gekühlt wird. Bei dem Kreisprozess wird Energie in Form von Strom oder Heizwärme zugeführt. Die aufgenommene Exergie und die Wärme aus dem Wärmeübergang bei der Kühlung werden auf einem höheren Temperaturniveau an die Umgebung abgeführt. Die Verfahren werden auch als Kaltdampfverfahren bezeichnet.
Eine Wärmepumpe funktioniert prinzipiell genau wie eine Kältemaschine, wird jedoch zur Erzeugung von Wärme (Wärmesenke) genutzt.

## Arbeitsprinzipien
- Am verbreitetsten ist die Kompressionskälteanlage. Ein Verdichter komprimiert das Arbeitsmedium, das in einem Kreisprozess abwechselnd verflüssigt und wieder verdampft wird. Als Antrieb kann ein Elektromotor oder ein Verbrennungsmotor verwendet werden.
- In Absorptionskältemaschinen wird die Mischungswärme von zwei Stoffen für die Kühlung genutzt, die anschließend im Kreisprozess wieder thermisch voneinander getrennt werden.
- Adsorptionskältemaschinen nutzen die bei der Adsorption in einem Feststoff mit Porenstruktur aufgenommene Kondensationsenthalpie für die Kühlung.
- Bei der Dampfstrahlkälteanlage wird eine Dampfstrahlpumpe verwendet, um Wasser in einem Behälter zu verdunsten und damit das Medium abzukühlen.
- Maschinen, die den Joule-Thomson-Effekt nutzen, verzichten auf die Verflüssigung und nutzen den Effekt, dass Gase bei Entspannung abkühlen. Siehe auch Linde-Verfahren. Durch mehrstufige Systeme können sehr niedrige Temperaturen, z. B. zur Luftverflüssigung, erreicht werden.

### Weitere Kühlverfahren
Kühlverfahren, die nicht im engeren Sinn dem Begriff der Kälteanlage zugerechnet werden:
- Kühlverfahren, die ohne Gase und bewegte Teile auskommen, z. B. die thermoelektrische Kühlung (Peltier-Effekt) und die Magnetkühlung (Magnetokalorischer Effekt).
- Die Verdunstungskühlung nutzt den Wärme-Stoffaustausch bis zur Sättigungsgrenze in der umgebenden Atmosphäre für die Kühlung aus. Dies wird oft als freie Kühlung bezeichnet. Die erreichbaren Kühltemperaturen sind abhängig von der Sättigung der zugeführten Atmosphäre.

## Geschichte
Die Kälteerzeugung durch Abpumpen von Luft aus einem halb mit Diethylether gefüllten Glaskolben wurde bereits Mitte des 18. Jahrhunderts entdeckt, doch gab es anfänglich noch keine Nutzanwendungen. Durch das Abpumpen der Gasphase aus Luft und Etherdampf verdunstet die Flüssigkeit und kühlt sich dabei ab.
Die erste funktionierende Kältemaschine der Welt wurde 1845 von dem amerikanischen Arzt John Gorrie in Florida gebaut, der nach Wegen suchte, die Heilungschancen für Krankenhaus-Patienten im feuchtheißen Florida zu verbessern. Nach damaliger medizinischer Lehrmeinung war „schlechte Luft“ ein wesentlicher Krankheitsfaktor, und das aus den nördlichen Großen Seen herbeigeschaffte Wintereis, das die einzige Kühlmöglichkeit darstellte, war in Florida wegen der großen Transportverluste sehr teuer. Gorries Maschine, die das umgekehrte Prinzip des Stirlingmotors nutzte, diente zur Eiserzeugung und zugleich zur Raumkühlung (Klimaanlage). Ein Prototyp wurde gebaut. Die Maschine wurde im Jahre 1851 patentiert, fand jedoch noch keine weite Verbreitung.
Erst in den 1870er Jahren wurden Kältemaschinen wirtschaftlich. Die ersten großen Nutzer waren Brauereien, die zuvor Wintereis in Eiskellern, Brunnen und Höhlen lagern mussten, um untergäriges, länger haltbares Lagerbier nach der Pilsener Methode zu brauen. Zu den ersten Herstellern von Kältemaschinen zählte der deutsche Industrielle Carl von Linde.

## Direkte oder indirekte Wärmeaufnahme
Die durch die Kältemaschine „erzeugte“ Kälte kann für technische Prozesse, zur Klimatisierung, Eiserzeugung (Eislaufbahnen) und Kühlung von Lebensmitteln verwendet werden. Die Wärmeaufnahme kann auf direktem oder indirektem Weg erfolgen. Im Fall der indirekten Kühlung wird ein Kälteträger verwendet, der im ersten Wärmeübertrager durch das verdampfende Kältemittel gekühlt wird und im zweiten Wärmeübertrager die Wärme des zu kühlenden Mediums aufnimmt. Als Kälteträger dient meist Wasser, welches auch als Sole bezeichnet wird, wenn Gefrierschutzmittel wie Glykol beigemischt werden.
Bei direkter Verwendung wird ein Wärmeübertrager eingesetzt, der auf der einen Seite das verdampfende Kältemittel und auf der anderen Seite das zu kühlende Medium führt.

## Typen
Bei Kompressionskältemaschinen wird die benötigte Energie durch mechanische Arbeit aufgebracht, während sie bei Sorptionskältemaschinen in Form von Wärme zugeführt wird. Letztere benötigen mechanische Arbeit lediglich zur Überwindung der internen Druckverluste.
Der Wirkungsgrad wird für Kompressionskältemaschinen gewöhnlich auf die elektrische Antriebsenergie bezogen, womit sich im Vergleich zu Sorptionskältemaschinen deutlich günstigere Werte ergeben. Ein Vergleich dieser Art ist jedoch wenig aussagekräftig, soweit mechanische bzw. elektrische Antriebsenergie zunächst aus fossilen Quellen unter Inkaufnahme beträchtlicher Verluste erzeugt wird.
Der Wirkungsgrad wird bei Kältemaschinen Leistungszahl genannt.

### Kompressionskälteanlagen
In der Kompressionskältemaschine wird ein Arbeitsmedium in einem Kreisprozess geführt und nimmt dabei Wärme bei niedriger Temperatur auf und gibt Wärme bei höherer Temperatur ab. Die Wärmeabgabe erfolgt bei hohem Druck des Arbeitsmediums und die Wärmeaufnahme bei niedrigem Druck. Daher muss der Kreisprozess durch einen Verdichter aufrechterhalten werden. Solche Maschinen arbeiten entweder durch Verdampfen und Kondensieren des Arbeitsmediums oder – im überkritischen Druckbereich – durch die Temperaturdifferenz bei Änderung des Drucks des Arbeitsmediums.
Zumeist wird ein Arbeitsmedium (Kältemittel) verwendet, das bei den Prozesstemperaturen ein Zweiphasengebiet hat und bei dem der Wärmeübergang durch Kondensation und Verdampfen jeweils bei einer konstanten Temperatur (isotherm) erfolgt. Beispiele sind: Kühlschränke, Gefrierschränke, Kühllager, Klimaanlagen, Kunsteisbahnen, Kühlprozesse in Schlachthöfen, Brauereien und in der chemischen Industrie.

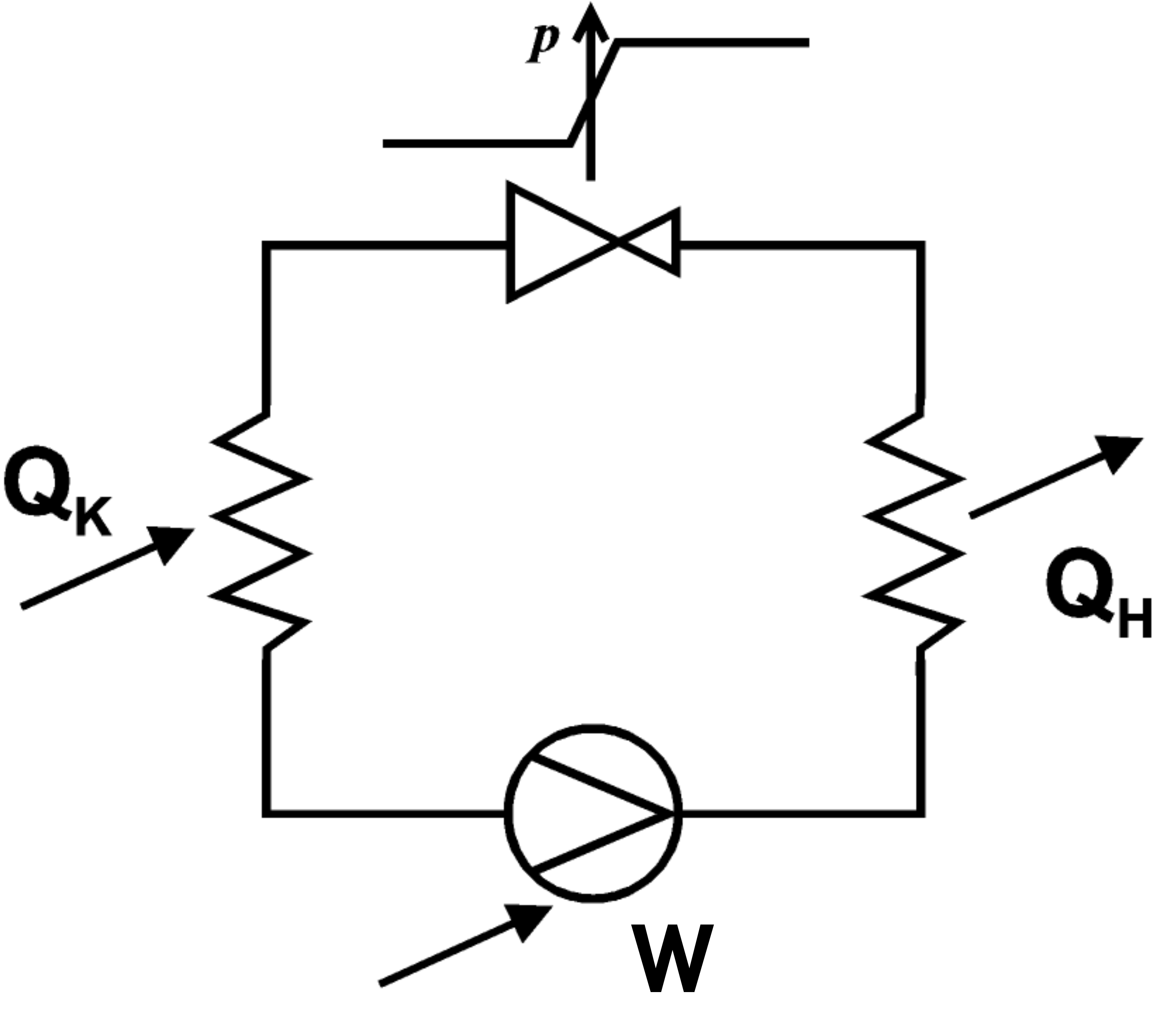
Kaltdampfkältemaschine: Prinzipschaltung

In dem Kreisprozess wird gasförmiges Kältemittel von einem Kompressor verdichtet (unter Aufwendung der Exergie {\displaystyle W} für die Verdichtung). In dem nachgeschalteten Wärmeübertrager (Verflüssiger) kondensiert das Kältemittel, wobei Wärme bei hoher Temperatur an die Umgebung abgegeben wird (Kondensationsenthalpie {\displaystyle Q_{H}}). Anschließend wird das warme flüssige Kältemittel zu einem Drosselorgan geleitet, wo sein Druck adiabat (ohne Wärmeübergang zur Umgebung) reduziert wird. In dem zweiten Wärmeübertrager (Verdampfer) nimmt das entspannte Kältemittel durch Verdampfen Wärme bei niedriger Temperatur auf, z. B. aus dem Kühlraum eines Kühlschranks (Verdampfungsenthalpie {\displaystyle Q_{K}}). Der Verdichter saugt das verdampfte Kältemittel wiederum an, und der Kreisprozess ist geschlossen. Es gilt {\displaystyle Q_{K}=Q_{H}-W}.
Eine Alternative stellt die Kühlung von Gasen in einem offenen System dar. Es werden die thermodynamischen Eigenschaften des zu kühlenden Gases ausgenutzt. Dieses System ist insbesondere für die Kühlung von Luft interessant. Die Luft wird verdichtet und danach bei hohem Druck auf Umgebungstemperatur abgekühlt. Danach wird die Luft durch eine Turbine geleitet und entspannt, wobei die Luft sich abkühlt und direkt für die Klimatisierung genutzt werden kann. Die an der Turbine gewonnene technische Arbeit kann im Gegensatz zur adiabaten Drosselung zurückgewonnen und für die Vorverdichtung genutzt werden. Vorteilhaft ist, dass kein Kältemittel benötigt wird. Das System könnte die üblichen Autoklimaanlagen mit geschlossenen Kältemittelkreisläufen ersetzen, konnte sich allerdings bislang nicht durchsetzen.
Für den Betrieb einer Kältemaschine zur Erzeugung von Temperaturen unterhalb des Umgebungsniveaus muss nach dem zweiten Hauptsatz der Thermodynamik Exergie von außen zugeführt werden, denn nur dann kann Wärme von einer niedrigeren Temperatur auf eine höhere Temperatur übertragen werden. Die Quelle der Exergie kann technische Arbeit sein, die durch einen Elektro- oder Verbrennungsmotor erzeugt wird oder eine Wärmequelle mit einer Temperatur über der Umgebungstemperatur.

### Dampfstrahlkälteanlage
Die Dampfstrahlkälteanlage ist eine thermische Kälteanlage, bei der Wasserdampf als Treibmittel, Kältemittel und Kälteträger verwendet wird. Durch die Expansion und Entspannung eines Wasserdampfstrahles wird ein Vakuum erzeugt und Wasserdampf aus einem Verdampfer angesaugt. Durch die Verdampfung wird das Wasserreservoir im Verdampfer abgekühlt und kann somit als Kälteträger genutzt werden.

### Absorptionskälteanlagen
Die Absorptionskältemaschine verfügt zusätzlich über einen Lösungsmittel- und einen Kältemittelkreis. Das Arbeitsmittel besteht aus zwei Komponenten, einem Lösungsmittel und dem Kältemittel. Das Kältemittel muss in dem Lösungsmittel vollständig löslich sein. Technisch verbreitet sind Absorptionskältemaschinen mit Wasser als Kältemittel und einer wässrigen Lithiumbromid (LiBr)-Lösung als Lösungsmittel. Durch Vakuumbetrieb sind Verdampfungstemperaturen des Wassers bis ca. 3 °C erreichbar. Tiefere Temperaturen können Absorptionskältemaschinen erreichen, die Ammoniak (NH3) als Kältemittel und Wasser als Lösungsmittel einsetzen. In großtechnisch eingesetzten Ammoniak-Absorptionskälteanlagen werden Verdampfungstemperaturen von −70 °C erreicht.
Bei Sorptionskältemaschinen kommt als weitere Heizleistung {\displaystyle Q_{H}} noch die Sorptionswärme hinzu, die aus dem Ab- bzw. Adsorber abgeführt werden muss.

### Adsorptionskälteanlagen
Die Adsorptionskältemaschine arbeitet mit einem festen Lösungsmittel, dem „Adsorbens“, an dem das Kältemittel ad- bzw. desorbiert wird. Dem Prozess wird Wärme bei der Desorption zugeführt und bei der Adsorption entnommen. Da das Adsorbens nicht in einem Kreislauf umgewälzt werden kann, kann der Prozess nur diskontinuierlich ablaufen. Deshalb werden zwei Kammern mit Adsorbens verwendet, in denen innerhalb eines Arbeitszyklus (6–10 Minuten) die Ad- und Desorption parallel verläuft. Nach Beendigung des Arbeitszyklus werden Wärmezufuhr und Wärmeabfuhr zu den beiden Kammern getauscht (Umschaltung, ca. 1 min.). Dann beginnt die Ad- und Desorption erneut parallel. Dadurch kann eine fast gleichmäßige Kälteerzeugung gewährleistet werden.

### Diffusionsabsorptionskältemaschine
Die Diffusionsabsorptionskältemaschine arbeitet ähnlich wie die Absorptionskältemaschine, die Druckänderung wird jedoch als Partialdruckänderung realisiert. Dazu ist eine dritte Komponente für das Arbeitsmittel erforderlich, ein Inertgas. Ihr Vorteil liegt darin, dass der Druckkörper hermetisch abgeschlossen ist und keine lösbaren Dichtungen benötigt, und dass der Apparat geräuschlos arbeitet. Die Technik wird beispielsweise in Camping- und Hotel-Kühlschränken verwendet.

### Joule-Thomson-Effekt (JTE), Linde-Verfahren
Zur Kälteerzeugung wird die Temperatur eines Gases (z. B. Luft, Helium), das im Arbeitsbereich nicht auskondensiert, durch Drosselung abgesenkt. Mit dem JTE kann eine Abkühlung von ca. 0,4 K je bar Druckdifferenz (Luft ca. 1/4 K/bar, CO2 ca. 3/4 K/bar) an der Drossel erreicht werden.
Obwohl dieser Effekt scheinbar sehr gering ist, lassen sich damit auch niedrige Temperaturen bis in die Nähe des absoluten Nullpunktes erreichen. Anlagen werden oft mehrstufig ausgeführt.
Die apparative Darstellung einer Joule-Thomson-Anlage ist ähnlich der einer Kompressionskältemaschine, die Wärmeübertrager werden jedoch nicht als Kondensator bzw. Verdampfer gebaut. Zur energetischen Optimierung ist es notwendig, vor dem Expansionsventil (Drossel) das Gas in einem Rekuperativ(Gegenstrom)-Wärmeübertrager mit dem von dem Kühler rückkehrenden Gas vorzukühlen.
1895 hat Carl von Linde eine solche Anlage zur Luftverflüssigung eingesetzt und recht große Mengen (1 Eimer/h) an Luft verflüssigt. Das auf dem Joule-Thomson-Effekt beruhende technische Verfahren zur Luftverflüssigung und -zerlegung heißt seitdem Linde-Verfahren.
Entscheidend für das Abkühlen nach dem Joule-Thomson-Verfahren ist jedoch, dass die Ausgangstemperatur unterhalb der Inversionstemperatur Ti des jeweiligen Gases liegt. Diese liegt für Luft bei ca. +659 °C, für Wasserstoff bei −80 °C und für Helium bei −239 °C.
Wird ein Gas unterhalb seiner Inversionstemperatur entspannt, so kühlt es sich ab, wird es oberhalb seiner Inversionstemperatur entspannt, so erwärmt es sich. Um ein Gas nach dem JT-Verfahren abkühlen zu können, muss daher die Ausgangstemperatur unterhalb der Inversionstemperatur liegen. Für ein Van-der-Waals-Gas lässt sich diese Temperatur durch nachfolgende Gleichung berechnen, hierbei entspricht {\displaystyle a} dem Binnendruck, {\displaystyle b} dem Kovolumen des Gases, {\displaystyle T_{k}} der kritischen Temperatur und {\displaystyle R} der universellen Gaskonstante.
{\displaystyle T_{i}=6{,}75\cdot T_{k}={\frac {2\cdot a}{R\cdot b}}}

### Pulsröhrenkühler

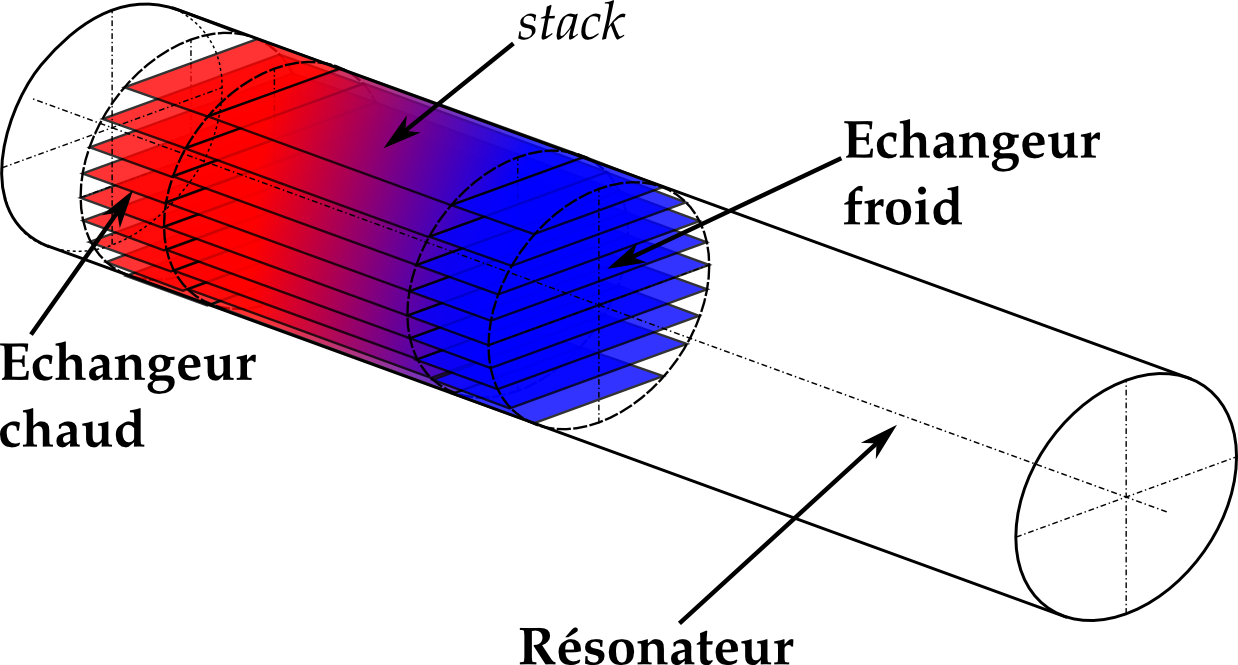
Schematischer Aufbau eines Pulsröhrenkühlers

Ein Pulsröhrenkühler ist eine Kältemaschine, deren Funktionsprinzip etwa einem Stirlingmotor entspricht, die aber keine mechanisch beweglichen Teile erfordert. Dadurch sind sehr kompakte Kühlköpfe möglich und die erreichbare Minimaltemperatur wird nicht durch die mechanische Reibungswärme dieser Teile begrenzt. Als bisher tiefste Temperatur wurden um 1,3 K (= –272 °C) erreicht.

### Thermoelektrischer Effekt, Peltier-Element
Zur Kühlung (oder Heizung) kann auch ein Peltier-Element verwendet werden, das elektrisch betrieben wird und ohne Kältemittel auskommt. Bei großen Temperaturdifferenzen (50…70 K) sinkt jedoch die Kälteleistung auf null. Für höhere Temperaturdifferenzen verwendet man pyramidenförmige, mehrstufige Aufbauten.
Diese Technik wird zur Temperaturstabilisierung von Halbleiterlasern und Sensoren, in Kfz-Kühlboxen, in Thermocyclern (PCR) und zur Kühlung von Bildaufnehmern in Kameras von Infrarot bis UV angewandt.

### Magnetische Kühlung
Eine weitere Kühlmethode beruht auf den magnetischen Eigenschaften bestimmter Stoffe. Bei Magnetisierung setzen manche Stoffe Wärme frei, man nennt diese dann magnetocalorische Stoffe. Bei der magnetischen Kühlung wird der Stoff in ein Magnetfeld gebracht, wobei er sich erhitzt; die Wärme wird hier meist mittels einer Kühlflüssigkeit abgeführt. Der wieder auf Umgebungstemperatur gebrachte Stoff verlässt nun das Magnetfeld und entmagnetisiert sich im Bereich, der gekühlt werden soll. Bei der Entmagnetisierung nimmt der Stoff Wärme auf. Mechanische Arbeit muss von außen aufgebracht werden, um den magnetisierten Stoff aus dem Magnetfeld zu entfernen.
Solche Kühlsysteme sind meist effizienter als Systeme, die mit Dampf arbeiten, aber teurer, weil geeignete magnetocalorische Stoffe, z. B. Gadoliniumverbindungen, teuer sind.

### Verdunstungskühlung
Bei der Verdunstungskühlung wird einem Medium (z. B. der Luft oder einer Oberfläche) durch die Verdunstung von Wasser Energie in Form von Wärme (Verdampfungsenthalpie) entzogen. Verdunstungskühlung wird im Bereich der Versorgungstechnik auch gerne adiabate oder adiabatische Kühlung genannt, da der physikalische Prozess theoretisch eine isenthalpe Umwandlung von sensibler in latente Wärme ist. Es handelt sich bei ihr um einen durch Phasenübergang (Wasser zu Dampf) verstärkten Wärmetransportprozess von hoher zu niedriger Temperatur und stellt damit einen selbst ablaufenden, „rechtsläufigen“ (= Kühlung) thermodynamischen Kreisprozess dar. Deshalb wird außer für den Transport von Luft und Wasser keinerlei zusätzliche mechanische, elektrische oder thermische Energie benötigt.

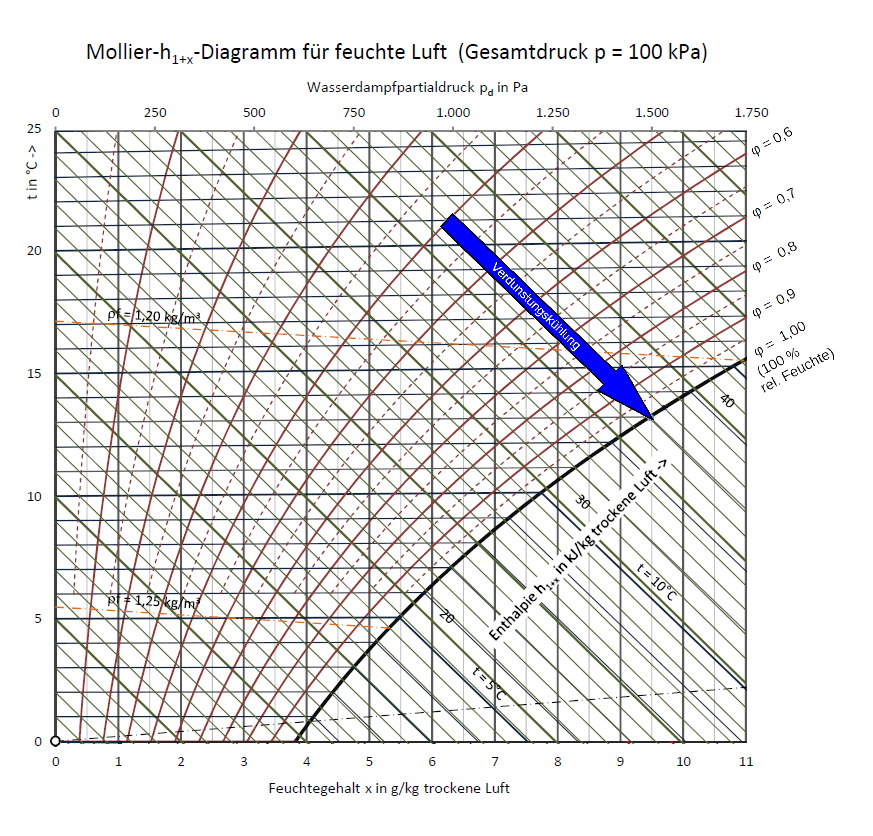
Beispiel zu Verdunstungskühlung im h,x-Diagramm

Das mögliche Ausmaß der Kühlung ist dabei von umgebender Lufttemperatur und -feuchtigkeit, also relativer Luftfeuchtigkeit, abhängig: Bei einer relativen Feuchte der Luft nahe 100 %, also mit Wasserdampf gesättigter oder gar übersättigter Luft (wie bei Nebel), ist der Effekt fast nicht feststellbar, der Sättigungsdampfdruck des Wassers in der Luft ist zu hoch. Je niedriger jedoch die relative Feuchte ist, desto höher ist aber das Potential weiterer Feuchtigkeitsaufnahme und umso mehr Wasser kann somit verdunsten und die Lufttemperatur verringern. Sämtliche Luftzustandsänderungen lassen sich im Mollier-h,x-Diagramm (absolute Feuchte gegen Temperatur) darstellen. Der gesamte Energieinhalt der Luft wird in kJ/kg angegeben. Da sich bei der Verdunstungskühlung der gesamte Energieinhalt nicht ändert (adiabatisch), verläuft die Zustandsänderung also immer auf den Isenthalpen im Diagramm (const kJ/kg) von links oben nach rechts unten. Bei relativer Luftfeuchte von 100 % erreicht man schließlich die Sättigungslinie. Beispielsweise enthält Luft mit einer Temperatur von 21 °C und 40 % relativer Feuchte eine Enthalpie von 36,7 kJ/kg, folgt man nun dem Verlauf dieser Isenthalpen im Diagramm, so schneidet sie die Taupunktlinie bei 13 °C und 100 % relativer Feuchte. Eine tiefere Temperatur als 13 °C lässt sich hier also durch Verdunstung nicht erreichen.
Verdunstungskühlung stellt den entscheidenden physikalischen Prozess hinter der kühlenden Wirkung des Schwitzens (oder auch bspw. eigenhändig benetzter, Wind ausgesetzter Haut) dar, dessen Wirksamkeit, wie besprochen, z. B. in einer Sauna nicht mehr gegeben ist. Auch fand diese Art der Kühlung schon früh in der Geschichte der Technik Anwendung, seit dem Altertum kennt man tönerne Gefäße, die befeuchtet werden und über ihre offenporige Oberfläche eine Verdunstung zulassen, die ihren Inhalt kühlt (z. B. Butterkühler aus Ton). Ein weiteres Beispiel für die frühe Nutzung ist der Windturm in Verbindung mit einem Qanat. Verfahrenstechnisch wird der Effekt in modernen Anlagen z. B. beim Nasskühlturm genutzt. Dieser kann in Mitteleuropa in der Regel bei 32 °C Außentemperatur eine Kühlwassertemperatur von rund 27 °C liefern, also eine Temperatur deutlich unterhalb der Umgebung.

## Leistungszahl
Die Effizienz von Kältemaschinen und Wärmepumpen wird mit Hilfe der Leistungszahl oder Leistungsziffer {\displaystyle \varepsilon } angegeben. Je nach Zusammenhang  werden stattdessen auch die Abkürzungen EER (englisch energy efficiency ratio) für Kältemaschinen und COP (englisch coefficient of performance) für Wärmepumpen verwendet. Diese Größen geben jeweils das Verhältnis zwischen Kühl- bzw. Heizleistung und der eingesetzten technischen (mechanischen oder elektrischen) Leistung an.
Für eine Kälteanlage, die unter Einsatz der technischen Leistung {\displaystyle P} dem kalten Reservoir die Kühlleistung {\displaystyle P_{\rm {K}}} entnimmt, gilt:
{\displaystyle \varepsilon _{\text{Kühlung}}=EER={\frac {P_{\rm {K}}}{P}}}
Die technische Leistung entspricht der Differenz zwischen der Abwärmeleistung {\displaystyle P_{\rm {H}}} und der aufgenommenen Kühlleistung, so dass gilt:
{\displaystyle \varepsilon _{\text{Kühlung}}=EER={\frac {P_{\rm {K}}}{P_{\rm {H}}-P_{\rm {K}}}}}.
Der Wirkungsgrad {\displaystyle \eta } einer Wärmekraftmaschine ist definiert als Verhältnis der erzeugten technischen Leistung {\displaystyle P=P_{\rm {H}}-P_{\rm {K}}} und der aus dem heißen Reservoir aufgenommenen Wärmeleistung {\displaystyle P_{\rm {H}}}. Er entspricht somit dem Kehrwert des COP:
{\displaystyle \eta ={\frac {P_{\rm {H}}-P_{\rm {K}}}{P_{\rm {H}}}}}

## Gesetzliche Bestimmungen
Für Kältemaschinen gelten gesetzliche Vorschriften bezüglich der verwendeten Kältemittel und Effizienz.